# 神村英理
神村 英理（かみむら えり、1990年4月26日 - ）は、日本の女子ラグビーレフリー（審判員）。元ラグビーユニオン選手。パイロット。

## プロフィール
- 兵庫県出身[2]。
- 選手時代のポジションはセンター(CTB)[3]。
- 身長 162cm、体重 60kg
- 女子日本代表通算キャップ数は5。

## 略歴
大学からラグビーを始めた。
2014年、現役引退して2018年、レフリーの資格取得。
そして2020年、ジェイエアのパイロットになる。